# Al Hoffman
Al Hoffman est un compositeur russe naturalisé américain, né le 25 septembre 1902 à Minsk (aujourd'hui Biélorussie) et mort le 21 juillet 1960 à New York. Principalement actif des années 1930 à 1950, il est coauteur de plusieurs chansons célèbres de ces périodes.

## Biographie
De religion juive, sa famille émigre à Seattle en 1908 pour échapper aux pogroms. Après le lycée, il intègre un groupe de musique en tant que batteur puis s'installe à New York en 1928 pour poursuivre sa carrière. Il se met à la composition de chansons en collaborations avec d'autres membres de la Tin Pan Alley comme Leon Carr, Leo Corday, Manny Curtis, Mack David, Milton Drake, Al Goodhart, Walter Kent, Sammy Lerner, Jerry Livingston, Dick Manning, Bob Merrill et Maurice Sigler.
En 1934, il s'installe à Londres où il compose pour des chansons pour des comédies musicales et des films (She Shall Have Music, Everything Stops for Tea), avant de retourner aux États-Unis trois ans plus tard.
Il meurt en 1960 d'un cancer de la prostate et est enterré dans le New Jersey.
Ayant composé plus de 1 500 chansons, il est admis en 1984 au Songwriters Hall of Fame.

## Œuvres
Chansons coécrites avec Dick Manning
- Takes Two to Tango (1952)
- Gilly, Gilly, Ossenfeffer, Katzenellen Bogen by the Sea (1954)
- I Can't Tell A Waltz from a Tango (1954)
- Allegheny Moon (1956)
- Hot Diggity (1956)
- Mama, Teach Me to Dance (1956)
- Moon Talk (1958)
- O Dio Mio (1960)
- Dennis The Menace Song (1960)

Chansons coécrites avec Mark Markwell
- Are You Really Mine? (1958)
- Make Me a Miracle (1958)
- Oh-Oh, I'm Falling in Love Again (1958)
- Secretly (1958)

Chansons coécrites avec Mack David et Jerry Livingston
- Chi-Baba, Chi-Baba (1947)
- Bibbidi-Bobbidi-Boo (1948) du film Cendrillon
- A Dream Is a Wish Your Heart Makes (1949) du film Cendrillon
- A Very Merry Un-Birthday to You (1951) du film Alice au pays des merveilles

Autres
- Apple Blossoms and Chapel Bells
- Auf Wiedersehn, My Dear
- Bear Down, Chicago Bears
- Black-Eyed Susan Brown
- Close to You avec Jerry Livingston et Carl Lampl
- Don’t Stay Away Too Long
- Everything Stops for Tea
- Everything's in Rhythm with My Heart (1935) avec Al Goodhart et Maurice Sigler
- Fit as a Fiddle (1932) avec Arthur Freed et Al Goodhart
- From One Minute to Another
- Goodnight, Wherever You Are
- Heartaches (1931), paroles de John Clenner
- I Apologize (1931), paroles de Al Goodhart
- If I Knew You Were Comin' I'd've Baked a Cake (1950) avec Bob Merrill et Clem Watts
- Papa Loves Mambo (1954) avec Bix Reichner
- I Must Have One More Kiss Kiss Kiss
- I Saw Stars
- I’m in a Dancing Mood
- Little Man You’ve Had a Busy Day
- Mairzy Doats
- Roll Up the Carpet (1933), paroles de Raymond Klages, musique de Raymond Klages, Al Goodhart et Hoffman
- She Broke My Heart in Three Places (1944) avec Jerry Livingston et Milton Drake
- The Story of a Starry Night (1941) avec Jerry Livingston et Mann Curtis
- There Isn’t Any Limit to My Love
- What’s the Good Word, Mr. Bluebird?
- Who Walks in When I Walk Out?
- Why Don’t You Practice What You Preach?
- Without Rhythm